# Erceville
Erceville é uma comuna francesa na região administrativa do Centro, no departamento Loiret. Estende-se por uma área de 12,78 km². Em 2010 a comuna tinha 314 habitantes (densidade: 24,6 hab./km²).